# Serafim França
Serafim França (Curitiba, 17 de agosto de 1888 - Curitiba, 14 de novembro de 1967) foi um advogado, promotor público, dramaturgo, jornalista e escritor brasileiro.

## Biografia
Filho de Luiz Ferreira França com Josefina Martins França, Serafim fez os cursos primários e secundários em sua cidade natal e bacharelou-se pela Escola Livre de Direito do Rio de Janeiro. Com o diploma de advocacia, exerceu vários cargos públicos, como promotor público da 1ª Vara de Curitiba e como Curador Geral do Juizado de Menores da capital do Paraná, além de ser o redator dos debates na Assembléia Legislativa do Paraná.
Como jornalista, colaborou em vários periódicos curitibanos e fundou várias revistas literárias, entre elas, a Revista Olho da Rua. Também escreveu peças teatrais.
Na literatura, de inspiração romântica, escreveu poesia, conto, novelas, romances, além de fábulas e textos humorísticos.
Serafim França foi um dos articuladores e fundadores da Academia de Letras do Paraná (ALP), ocupando a Cadeira n° 11 cujo patrono foi Emílio de Menezes. Quando começaram  as divergências políticas internas nesta instituição, foi contrário a fusão da ALP com outra instituição, porém, em 1936 foi um dos sócios fundadores da atual Academia Paranaense de Letras (APL), ocupando a Cadeira n° 24. Também foi membro da Academia Amazonense de Letras.
O seu nome é homenageado em um colégio na cidade de Astorga e algumas ruas, como em Curitiba e Londrina.

## Obras
- Colcha de Retalhos (peça teatral);
- A Crise (peça teatral);
- Álbum de um Moço (poesia);
- Amor Misterioso (romance);
- Cantos da Linda Terra dos Pinheirais (poesia);
- Barra Velha (contos de 1938);
- Senhorita Mistério (novela);
- Musa Guria (recitativos infantis);
- Fábulas;
- Rindo e Filosofando (fábulas);
- Roda-viva (fábulas);
- Ressureição (poesia);
- Planalto (poesia);
- Arca de Noé (fábulas);
- Torre Verde (poesia);
- Dia de Festa (recitativos para colegiais);
- Contos Emotivos;
- Allegorias;
- Nos Velhos Caminhos - com flores e espinhos;
- Minha Terra tem Pinheiros;
- Tarde Florida;
- Na Trilha do Sol (poesia).

## Ligação externa
- Colégio Estadual Serafim França